# Marija Krejči
Marija Krejči je bila žena Frana Milčinskega s katerim je imela hčerko in tri sinove: Bredo Slodnjak, Janeza Milčinskega, Franeta Milčinskega - Ježka in Leva Milčinskega * 1880, † 1945.